# Dận Lộc
Doãn Lộc (tiếng Mãn: ᠶᡡᠨ ᠯᡠ, Möllendorff: Yūn Lu, chữ Hán: 允祿, bính âm: Yūn lu; 28 tháng 7 năm 1695 – 20 tháng 3 năm 1767) là hoàng tử thứ 16 tính trong số những người con sống tới tuổi trưởng thành của Thanh Thánh Tổ Khang Hi Đế. Sau khi Trang Tĩnh Thân vương Bác Quả Đạc qua đời mà không có con thừa tự, Doãn Lộc được Ung Chính Đế chỉ định làm con thừa tự, do đó ông kế thừa tước vị Trang Thân vương, là một trong những Thiết mạo tử vương của nhà Thanh.

## Tiểu sử
Hoàng tử Doãn Lộc nguyên danh là Dận Lộc (tiếng Mãn: ᡳᠨ ᠯᡠ, Möllendorff: In Lu, chữ Hán: 胤祿). Ông sinh vào giờ Mão, ngày 18 tháng 6 (âm lịch) năm Khang Hi thứ 34 (1695), là anh em ruột của Du Khác Quận vương Dận Vu và Dận Giới. Mẹ ông là Thuận Ý Mật phi, một trong những phi tần rất được sủng ái của Khang Hi Đế. Những năm cuối thời Khang Hi, mệnh chưởng quản Nội vụ phủ. Khi Ung Chính Đế lên ngôi ông đổi tên thành Doãn Lộc để tránh kỵ huý.
Năm Ung Chính nguyên niên (1723), ông được chỉ định làm con thừa tự của Trang Tĩnh Thân vương Bác Quả Đạc, tập tước Trang Thân vương. Từ tháng 11 năm thứ 2 (1724) đến tháng 2 năm thứ 3 (1725), chưởng quản Tông Nhân Phủ. Năm thứ 7 (1729), tháng 2, quản lý sự vụ Đô thống Hán quân Chính Lam kỳ. Tháng 7, quản lý sự vụ Đô thống Mãn Châu Tương Hoàng kỳ. Năm thứ 10 (1732), tháng 8, quản lý sự vụ Đô thống Mãn Châu Chính Hoàng kỳ. Năm thứ 13 (1735), tháng 8, nhậm Tổng lý sự vụ Đại thần (总理事务大臣). Tháng 9, quản lý sự vụ Công bộ.
Năm Càn Long nguyên niên (1736), lãnh song bổng ở mức Thân vương. Năm thứ 2 (1737), do xử lý có công, gia tặng thế tập một tước Trấn quốc công. Năm thứ 3 (1738), quản lý sự vụ Lý Phiên viện. Năm thứ 4 (1739), do thường lui tới chỗ con trai của Lý Mật Thân vương Dận Nhưng là Lý Thân vương Hoằng Tích, ông bị tước mất song bổng, bãi miễn chức vụ Đô thống. Sang năm thứ 7 (1741), lại kiêm nhiệm Xử lý sự vụ bộ Nhạc. Năm thứ 18 (1753), nhậm Nghị chính Đại thần. Năm thứ 32 (1767), ngày 21 tháng 2 âm lịch, Doãn Lộc qua đời, chung niên 73 tuổi. Sau khi qua đời, ông được truy phong thụy hiệu là Trang Khác Thân vương (莊恪親王).

## Gia quyến

### Thê thiếp

#### Đích Phúc tấn
- Quách Lạc La thị (郭絡羅氏), con gái của Tam phẩm Cáp Nan Đặc (級能特).

#### Trắc Phúc tấn
- Lý thị (李氏), con gái của Dương Đạt Sắc (楊達色).
- Châu thị (朱氏), con gái của Huyện thừa Châu Triệu Thư (朱兆書).
- Nạt Lạp thị (纳喇氏), con gái của Tam đẳng Hộ vệ Lục Thập Bát (六十八).
- Trương thị (張氏), con gái của Trương Tôn Nhân (張存仁).
- Hồ thị (胡氏), con gái của Hồ Tông Hiển (胡宗顯).
- Tiết thị (薛氏), con gái của Phật Bảo (佛保).

#### Thứ Phúc tấn
- Phú Sát thị (富察氏), con gái của Quách Lễ (郭禮).
- Vương thị (王氏), con gái của Đạt Nhĩ Hán (達爾漢).
- Liêu thị (廖氏), con gái của Liêu Hồng Trụ (廖洪柱).

### Hậu duệ

#### Con trai
1. Trưởng tử (1712), qua đời khi đầy tháng, mẹ là Quách Lạc La thị.
2. Hoằng Phổ (弘普; 1715 – 1743), mẹ là Lý thị, qua đời được truy phong Trang Thân vương (莊親王), có 3 con trai.
3. Tam tử (1715), chết non, mẹ là Quách Lạc La thị.
4. Hoằng Hạo (弘皓; 1716 – 1718), chết non, mẹ là Lý thị.
5. Hoằng Thận (弘慎; 1717 – 1719), chết non, mẹ là Quách Lạc La thị.
6. Hoằng Minh (弘明; 1719 – 1787), mẹ là Lý thị, được phong Phụ quốc Tướng quân, có 2 con trai.
7. Thất tử (1727 – 1728), chết non, mẹ là Châu thị.
8. Hoằng Dung (弘曧; 1737 – 1806), mẹ là Trương thị, được phong Phụng ân Phụ quốc công, có 5 con trai.
9. Hoằng Ái (弘曖; 1739 – 1744), chết yểu, mẹ là Trương thị.
10. Hoằng Thần (弘晨; 1742 – 1743), chết non, mẹ là Hồ thị.

#### Con gái
1. Hòa Thạc Đoan Nhu Công chúa (和硕端柔公主; 1714 – 1754), mẹ là Quách Lạc La thị, được Ung Chính Đế nhận nuôi. Năm 1730, hạ giá lấy Tề Mặc Đặc Đa Nhĩ Tế (齊默特多爾濟). Ngạch phò được tập tước Khoa Nhĩ Thấm Thân vương vào năm 1738.
2. Nhị nữ (1720 – 1721), chết non, mẹ là Quách Lạc La thị.
3. Tam nữ (1721 – 1722), chết non, mẹ là Phú Sát thị.
4. Tứ nữ (1723 – 1752), được phong Quận chúa, mẹ là Quách Lạc La thị, hạ giá lấy Mộc Trát Nhĩ (木扎爾) thuộc Bát Nhĩ Tế Cát Đặc thị của Khoa Nhĩ Thấm – anh trai Đạt Nhĩ Hán Thân vương Sắc Vượng Nặc Nhĩ Bố.
5. Ngũ nữ (1724 – 1793), được phong Hương quân, mẹ là Vương thị, hạ giá lấy Ngạc Kỳ (鄂圻) thuộc Tây Lâm Giác La thị, con trai Ngạc Nhĩ Thái.
6. Lục nữ (1726 – 1785), được phong Huyện chúa, mẹ là Tiết thị, hạ giá lấy Đạt Nhĩ Hán Thân vương Sắc Vượng Nặc Nhĩ Bố (色旺諾爾布) thuộc Bát Nhĩ Tế Cát Đặc thị của Khoa Nhĩ Thấm.
7. Thất nữ (1727 – 1746), mẹ là Tiết thị, chưa kết hôn.
8. Bát nữ (1730 – 1799), được phong Huyện chúa, mẹ là Vương thị, hạ giá lấy A Lạp Thiện Thân vương La Bặc Tàng Đa Nhĩ Tế (羅卜藏多爾濟).
9. Cửu nữ (1731 – 1751), được phong Huyện chúa, mẹ là Vương thị, hạ giá lấy Nguyên Lao (元勞) thuộc Đông Giai thị.